# Subang Jaya
Pour les articles homonymes, voir Subang.

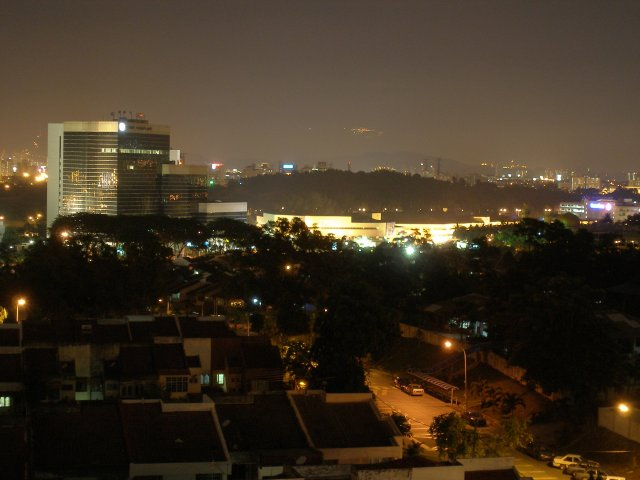
Subang Jaya

Subang Jaya est une ville de l'État du Selangor en Malaisie. Elle fait partie de l'aire urbaine de Kuala Lumpur, à 20 km du centre-ville. Elle s'est développée dans les années 1970 et 1980. Elle se caractérise par son étalement et son architecture essentiellement composée de lotissements de maisons attachées.

## Administration
La ville est administrée par un conseil de ville, le Subang Jaya City Council (MBSJ).

## Histoire
Auparavant quartier de Petaling Jaya, Subang Jaya devint une ville en 1974 après un fort accroissement de la population. Elle fut progressivement bâtie jusqu'en 1988. La ville a été développée par la Sime UEP Berhap, filiale de la firme malaisienne Sime Darby.

## Géographie
La ville se répartit sur plusieurs quartiers : SS12 à SS19, Bandar Sunway, USJ (United Estate Projects Subang Jaya), Putra Heights et Batu Tiga.

## Économie
Subang Jaya est un centre industriel important de la vallée de Klang, réparti sur de grandes zones industrielles telles que Subang Industrial Park SS13, Sime UEP Industrial Park, Subang Hi-Tech Industrial Park et de USJ 1 à USJ 8. On y trouve entre autres des sièges de sociétés comme Lotus Cars, Faber-Castell...

## Communications et transports

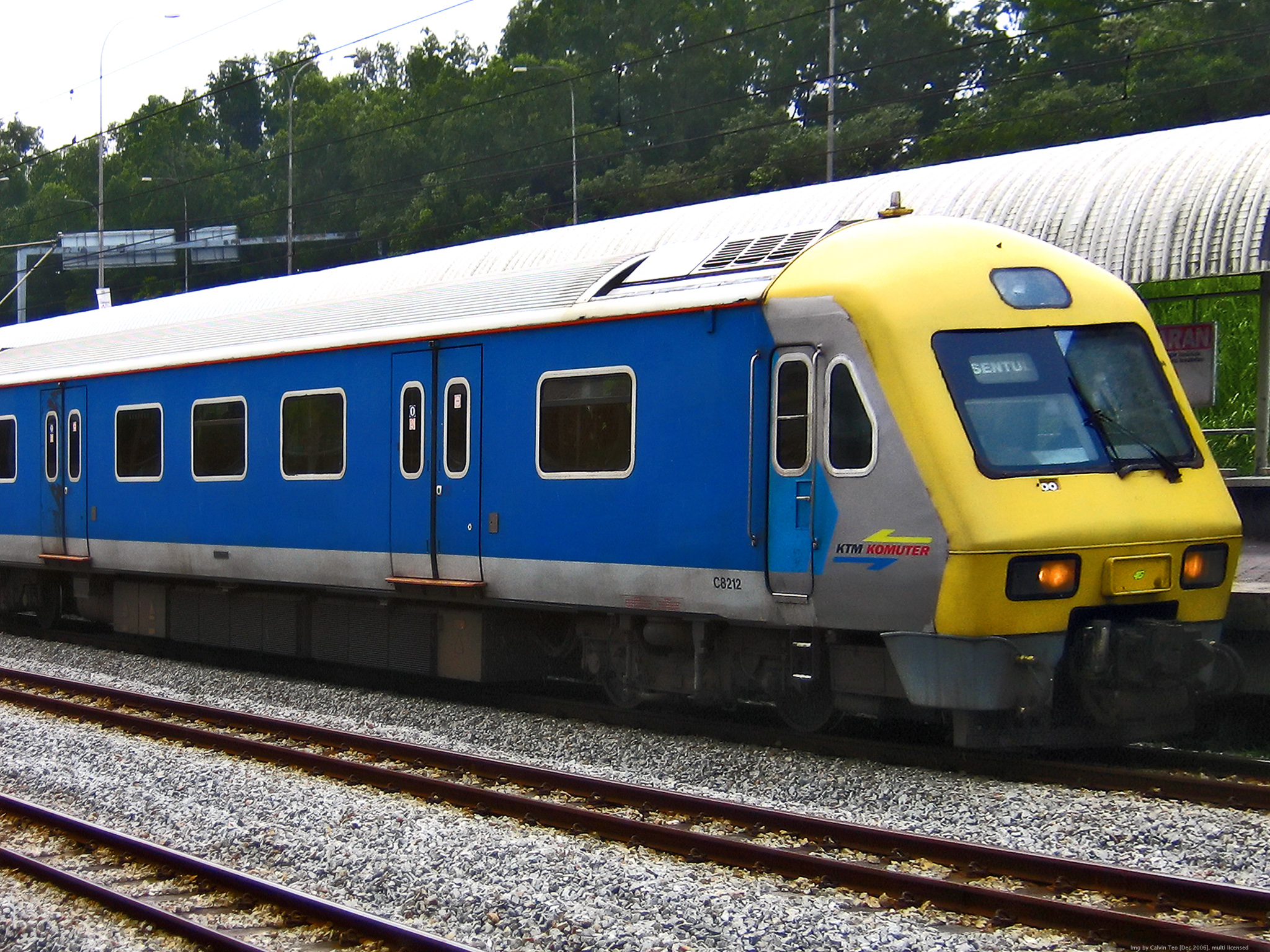
Un KTM Komuter Class 82 EMU à Subang Jaya Komuter station.

Subang Jaya est reliée aux villes de Kuala Lumpur, de Shah Alam ainsi qu'aux quartiers de Petaling Jaya comme Ara Damansara, Kota Damansara, Bandar Utama, Damansara Utama et Mutiara Damansara par un riche réseau autoroutier.
Un réseau complet et toujours en extension de transports en commun (bus, rail) traverse également la ville.
L'ancien aéroport international de Kuala Lumpur, (Aéroport Sultan Abdul Aziz Shah), présent sur la commune, a été renommé Subang Skypark après une intense rénovation. Elle héberge les compagnies Firefly et Berjaya Air (en).

## Édifices religieux
- Masjid Darul Ehsan à SS15 est la mosquée principale de Subang Jaya. Il en existe de nombreuses autres à USJ 1, USJ 9 et USJ 17.

- L'église de Saint Thomas More, est une paroisse catholique, située à UEP Industrial Park. Elle fut inaugurée le 10 avril 2011 par l'archevêque de Kuala Lumpur. Il existe d'autres églises à SS13, SS15, SS17, etc.

- Le temple indien Sri Varatharajah Perumal Temple et l'Association Bouddhiste de Subang Jaya se situent à SS13.

## Jumelages
La ville de Subang Jaya est jumelée avec les villes suivantes :
- Hioki (Japon)
- Depok (Indonésie)